# Newlin

Herb według pierwotnego nadania

Odmiana wedle późniejszych przedstawień

Newlin (Niewlin) – polski herb szlachecki z nobilitacji.

## Opis herbu
Herb według pierwotnego nadania: W polu błękitnym między dwiema gwiazdami złotymi złota strzała skrzyżowana z mieczem takiejż barwy. Nad hełmem w koronie skrzydło orle czarne przeszyte strzałą złotą. Labry: czerwone, podbite srebrem.
Wersja upowszechniona w późniejszych przedstawieniach: W polu błękitnym strzała złota w słup, przekrzyżowana (także jelcem miecza), między dwiema takimiż gwiazdami w pas. W klejnocie nad hełmem w koronie skrzydło orle czarne przeszyte strzałą.

## Najwcześniejsze wzmianki
Herb pierwotnie nadany Szymonowi i Ernestowi Ronenbergom, nobilitowanym 24 kwietnia 1572 roku. Szymon był medykiem i lekarzem królewskim, nagrodzono go za leczenie Zygmunta Augusta. Ernest był wojskowym i zasłużył się w wojnie o Inflanty. Szymański pisze, że jest to herb rodowy z Niemiec, który król udostojnił gwiazdami i być może klejnotem. Dwie gwiazdy miały symbolizować dwóch braci. W latach późniejszych herb wyłącznie w swojej odmienionej formie (strzała wyprostowana, miecz zastąpiony jakby przez sam jelec) wymieniały polskie herbarze, m.in. Okolskiego (Orbis Polonus, 1641-45), Niesieckiego (Korona polska, 1738) i Ostrowskiego (Księga herbowa rodów polskich, 1897, 1906). W 1659 roku herb Newlin wraz nobilitacją otrzymał Jan Mazaraki z wojska zaporoskiego, zaś w 1764 roku wraz z potwierdzeniem szlachectwa Franciszek Łukowicz wraz z braćmi, przedstawiciel szlachty kaszubskiej.

### Pochodzenie nazwy
Wedle dokumentu nobilitacyjnego, nazwa herbu pochodzi od bitwy pod Newlem, w której miał polec Ernest Ronnenberg. Należy zauważyć, iż bitwa ta rozegrała się przed jego nobilitacją.

## Herbowni
Oprócz rodzin Ronnenberg, Mazaraki i Łukowicz (Lukowicz, Lukowitz), którym nadano herb Newlin, Tadeusz Gajl wymienia tego herbu jeszcze nazwiska Brudzewski, Doliński, Newliński i Kliński. Barbarę Brudzewską herbu Newlin wymieniają materiały genealogiczne Dworzaczka. Nazwisko Newliński według Brezy mieli przyjąć potomkowie Ernesta Ronnenberga. Przypisanie rodzinie Klińskich jest błędne, rodzina ta była herbu Junosza odmienny. Łukowiczowie mieli posługiwać się w XIX-XX wieku przydomkiem Syrwind vel Sirwind, mającym nawiązywać do ich rzekomego litewskiego pochodzenia.

## Rodzina Łukowiczów
Rodzina szlachecka osiadła w Prusach Królewskich, której nazwisko pochodzić może od nazwy osobowej Łuk lub Łuka, albo od imienia Łukasz. Wedle rodowej tradycji jej najdawniejszy przodek Grzegorz miał pochodzić z Litwy, gdzie w XVI wieku posiadał dobra Zadziewie. Tradycję litewskiego pochodzenia jak i wczesnego szlachectwa członków rodu podważają badania genealogiczne. Najwcześniej znany przedstawiciel rodzin, Piotr Łukowicz, był wzmiankowany w 1705 roku. Pełnił funkcję sołtysa kosobudzkiego i określano go mianem honestus. Nie był zatem szlachcicem. Jego bratem był Maciej, ożeniony w 173 roku ze szlachcianką, sam jednak nadal nie był określony jako szlachcic. Franciszek Łukowicz, który dla siebie i braci otrzymał potwierdzenie szlachectwa w 1764 roku, był synem Piotra. Największe znaczenie osiągnął jego syn, Józef Łukowicz. Rodzina Łukowiczów w XIX wieku była dość licznie rozrodzona i obejmowała różne poziomy zamożności - od gospodarzy gburskich po posiadaczy ziemskich. Gałąź rodziny osiadła w Prusach, gdzie służyli wojskowo. Nazwisko Łukowicz funkcjonuje do dzisiaj, głównie na Pomorzu.